# Mysločovice
Mysločovice (en allemand : Misloschowitz, précédemment : Misloczowitz) est une commune du district et de la région de Zlín, en Tchéquie. Sa population s'élevait à 636 habitants en 2020.

## Géographie
Mysločovice se trouve à 8 km au nord-ouest de Zlín, à 71 km à l'est-nord-est de Brno et à 244 km au sud-est de Prague.
La commune est limitée par Míškovice et Lechotice au nord, par Racková et Hostišová à l'est, par Sazovice au sud et par Machová à l'ouest.

## Histoire
La première mention écrite du village date de 1397.

## Transports
Par la route, Mysločovice trouve à 8 km d'Otrokovice, à 12 km de Zlín, à 82 km de Brno et à 288 km de Prague.